# Williams F121
Le F121, désigné par la compagnie Williams International « WR36-1 », est un petit turbofan conçu par la firme Williams International, en vue d'équiper le missile anti-radar de croisière AGM-136 Tacit Rainbow.

## Conception et développement
Le F121 avait la particularité d'inclure des paramètres assez rares dans sa conception. Étant en-effet destiné à propulser un missile de croisière, il devait pouvoir dormir de longues périodes dans son emballage et fonctionner en continu pendant de longues heures dès que nécessaire. Il fut conçu pour propulser l'AGM-136 Tacit Rainbow, qui devait être un missile anti-radar « stand-off » (pour les tirs hors de portée des radars adverses). Il vola pour la première fois le 30 juillet 1984 et fut abandonné quelques années plus tard.
Une caractéristique unique de ce moteur est qu'il devait employer une cartouche explosive pour démarrer, car il ne pouvait pas se lancer tant que le missile était accroché à son avion porteur.
À la fin des années 2000, le moteur fut utilisé par le centre d'essais des armements de l'US Navy de China Lake, aux États-Unis, pour tester les performances des carburants et l'emploi d'additifs nouveaux dans leur composition.